# Novinska fotografija
Novinska fotografija – poseban oblik novinarstva (sakupljanje, uređivanje i prezentiranje vijesti za objavljivanje ili emitiranje) koji koristi slike da ispriča vijest. Danas se obično podrazumijeva da se odnosi samo na nepokretne slike, ali u nekim slučajevima termin se također odnosi na video koji se koristi u televizijskom novinarstvu. Novinska fotografija se razlikuje od ostalih bliskih grana fotografije (npr. od dokumentarne fotografije, socijalno-dokumentarne fotografije, ulične fotografije ili fotografije poznatih osoba) time što se pridržava strogog etičkog okvira koji zahtijeva da je rad podjednako iskren i nepristran dok priča priču u strogo novinarskim uvjetima. Fotoreporteri stvaraju slike koje pridonose sredstvima informacija.
- Pravodobnost: slika ima značenje u kontekstu nedavno objavljenih zapisa o događajima.
- Objektivnost: situacija koju nagovještavaju slike je nepristran i točan prikaz događaja koje opisuju i u sadržaju i u tonu.
- Narativnost: slike se spajaju s drugim elementima vijesti da se stvore činjenice koje se mogu povezati s gledateljem ili čitateljem na kulturnoj razini.

Poput pisca, fotoreporter je novinar, ali on često mora donositi odluke odmah i nositi sa sobom fotoaparat, često dok je izložen značajnim poteškoćama (npr. tjelesna ozljeda, vrijeme, gomile ljudi).

## Vanjske poveznice
- Zbor fotoreportera Hrvatske  Arhivirana inačica izvorne stranice od 10. travnja 2015. (Wayback Machine)
- Collins, R., A Brief History of Photography and Photojournalism  Arhivirana inačica izvorne stranice od 16. rujna 2009. (Wayback Machine), North Dakota State University, Fargo
- Victoria and Albert Museum: Photojournalism
- The British Press Photographers' Association (britansko udruženje fotoreportera)
- The Library of Congress: Women Photojournalists, pr. Beverly Brannan, rujan 2007.